# کسلوانیا
کسلوانیا (به ژاپنی: キャッスルヴァニア) نام مجموعه بازی ویدئویی است که توسط شرکت کونامی ساخته و منتشر می‌شود و اولین نسخه‌اش با عنوان کسلوانیا، در ۲۶ سپتامبر ۱۹۸۶ و در ژاپن منتشر شد و تا کنون نسخه‌های آن برای کنسول‌های سیستم سرگرمی نینتندو، سوپر نینتندو، سگا مگا درایو، مایکروسافت ویندوز، پلی‌استیشن، سگا سترن، نینتندو ۶۴، پلی‌استیشن ۲، پلی‌استیشن ۳، ایکس‌باکس، ایکس‌باکس ۳۶۰ و برای کنسول‌های قابل حمل گیم بوی، گیم بوی ادوانس ٬پلی‌استیشن همراه و نینتندو دی‌اس نیز آمده‌است.
مجموعه تلویزیونی کسلوانیا بر اساس این سری ساخته شده‌است.

## داستان
داستان اصلی این فرنچایز راجع به خاندانی به نام بلمونت است که شکارچیان خون‌آشام هستند و معمولا برای شکست دادن دراکولا، به قلعه وی میروند و او را میکشند اما پس از چند صد سال او دوباره به زندگی باز میگردد و بلمونت ها باید با او مقابله کنند.

### شخصیت‌ها
در این سری بازی، شخصیت ها بسیار زیاد هستند که در اینجا مهم ترین شخصیت های قابل بازی را نام میبریم:
آلوکارد، 
ریکتر بلمونت، 
ماریا، 
جیولیس بلمونت، 
یوکو بلنادس، 
سوما کروز، 
سیمون بلمونت، 
گابریل بلمونت، 
ترور بلمونت، 
سایفا بلنادس، 
گرنت، 
کورنل، 
جاناتان موریس، 
جان موریس، 
شارلوت، 
لئون بلمونت، 
هکتور
و...

## بازی‌ها
هرنسخه از بازی‌ها در سال خاصی اتفاق می‌افتد:
| سال    | بازی                                                         | کارکتر (های) اصلی                                         |
| ------ | ------------------------------------------------------------ | --------------------------------------------------------- |
| ۱۰۹۴   | Castlevania: Lament of Innocence                             | لئون بلامونت                                              |
| ۱۴۷۶   | Castlevania III: Dracula's Curse                             | Trevor C. Belmont, Sypha Belnades, Grant DaNasty, Alucard |
| ۱۴۷۹   | Castlevania: Curse of Darkness                               | Hector                                                    |
| ۱۵۷۶   | کسلوانیا: ماجراجویی                                          | کریستوفر بلامونت                                          |
| ۱۵۹۱   | Castlevania II: Belmont's Revenge                            | کریستوفر بلامونت                                          |
| ۱۶۹۱   | کسلوانیا                                                     | سیمون بلامونت (بزرگ خاندان)                               |
| ۱۶۹۸   | Castlevania II: Simon's Quest                                | سیمون بلامونت                                             |
| ۱۷۴۸   | Castlevania: Harmony of Dissonance                           | جاست بلامونت                                              |
| ۱۷۹۲   | Castlevania: The Dracula X Chronicles/Castlevania: Dracula X | ریچر بلامونت٬ماریا لندر                                   |
| ۱۷۹۷   | کسلوانیا: سمفونی شبانه                                       | آلکارد                                                    |
| ۱۸۳۰   | کسلوانیا: دایره ماه                                          | ناتان گراوس                                               |
| ۱۸۴۴   | کسلوانیا: میراث تاریکی                                       | کرنل                                                      |
| ۱۸۵۲   | Castlevania                                                  | Reinhardt Schneider, Carrie Fernandez                     |
| ۱۸۹۷*  | برام استوکر دراکولا*                                         | Quincy Morris*                                            |
| ۱۹۱۷   | کسلوانیا: خطوط خون                                           | جان ماریس٬اریک لکارد                                      |
| ۱۹۴۴   | Castlevania: Portrait of Ruin                                | Jonathan Morris, Charlotte Aulin                          |
| ۱۹۹۹** | بی‌نام**                                                      | ژولیوس بلامونت**                                          |
| ۲۰۳۵   | Castlevania: Aria of Sorrow                                  | Soma Cruz                                                 |
| ۲۰۳۶   | Castlevania: Dawn of Sorrow                                  | Soma Cruz                                                 |